# Vieux-Bourg
Vieux-Bourg település Franciaországban, Calvados megyében. Lakosainak száma 91 fő (2022. január 1.). Vieux-Bourg Saint-André-d’Hébertot, Saint-Benoît-d’Hébertot, Saint-Gatien-des-Bois és Surville községekkel határos.

## Népesség
A település népessége az elmúlt években az alábbi módon változott:
| Lakosok száma | 74   | 90   | 87   | 79   | 86   | 87   | 78   | 74   | 76   | 91   |
|               | 1968 | 1982 | 1990 | 2006 | 2013 | 2015 | 2017 | 2019 | 2020 | 2022 |